# تشاك برينكمان
تشاك برينكمان (بالإنجليزية: Chuck Brinkman)‏ هو لاعب كرة قاعدة أمريكي، ولد في 16 سبتمبر 1944 في سينسيناتي في الولايات المتحدة.

## وصلات خارجية
- تشاك برينكمان على موقعبيزبول رفرنس.كوم (الدوري الرئيسي) (الإنجليزية)
- تشاك برينكمان على موقعبيزبول رفرنس.كوم (الدوري الثانوي) (الإنجليزية)